# Gymnastique artistique aux Jeux olympiques d'été de 2008 - Finale hommes au cheval d'arçons
Pour un article plus général, voir Gymnastique artistique aux Jeux olympiques d'été de 2008.
Navigation
Athènes 2004 Londres 2012
Cette page rapporte les résultats de la compétition de cheval d'arçons aux Jeux olympiques d'été de 2008 à Pékin.

## Résultats
| Rang                                | Gymnaste                     | Pays            | Note juges A | Note juges B | Pénalité | Total  |
| ----------------------------------- | ---------------------------- | --------------- | ------------ | ------------ | -------- | ------ |
| Médaille d'or, Jeux olympiques      | Xiao Qin                     | Chine           | 6.400        | 9.475        |          | 15.875 |
| Médaille d'argent, Jeux olympiques  | Filip Ude                    | Croatie         | 6.400        | 9.325        |          | 15.725 |
| Médaille de bronze, Jeux olympiques | Louis Smith                  | Grande-Bretagne | 6.700        | 9.025        |          | 15.725 |
| 4                                   | Yang Wei                     | Chine           | 6.200        | 9.250        |          | 15.450 |
| 5                                   | Hiroyuki Tomita              | Japon           | 6.100        | 9.275        |          | 15.375 |
| 6                                   | Kim Ji-Hoon                  | Corée du Sud    | 6.100        | 9.075        |          | 15.175 |
| 7                                   | Alexander Artemev            | États-Unis      | 6.300        | 8.675        |          | 14.975 |
| 8                                   | José Luis Fuentes Bustamante | Venezuela       | 6.300        | 8.350        |          | 14.650 |